# Soma (tijdschrift)
Soma was een literair tijdschrift dat van 1969 tot en met 1973 werd uitgegeven. Uitgevers waren ’t Koggeschip (nr. 1–16, 1969–1971) en Athenaeum, Polak & Van Gennep (nr. 17–28, 1971–1972). 
Het tijdschrift is opgericht door Dirk Ayelt Kooiman (1946-2018) en Tom Graftdijk (1949–1992), op initiatief van Kooiman. Hij kiest de titel vanwege de tegenstelling tussen de Griekse betekenis lichaam en die in het Sanskriet: een geestrijke en bedwelmende drank, die genoemd wordt in de Veda's. Ieder nummer van het tijdschrift begint met een citaat uit de Rig-Veda, bijvoorbeeld: 
Wij somadrinkers kunnen niet meer sterven
het god ontdekte licht bereikten wij
voor welke vijand zouden wij nog vrezen
en welke nijd van mensen deert ons nog
De verwijzingen naar de Veda's worden door sommige lezers, onder wie Simon Vinkenoog, als te profaan ervaren, Kooiman vindt ze onschuldig.
Het eerste nummer heeft maar 22 bladzijden in offsetdruk en oogt eenvoudig, later komt er meer aandacht voor het uiterlijk. De nummers verschijnen om de zes weken en tellen vanaf het derde nummer zo'n veertig bladzijden. Abonnees betalen tien gulden per jaar, losse nummers zijn ƒ 1,45. Bij de wisseling van uitgever wordt de prijs verhoogd.
Vanaf het vierde nummer sluit Heere Heeresma (1932–2011) zich aan bij de redactie. Kort daarna verschijnt zijn boek Han de Wit gaat in ontwikkelingshulp als feuilleton in Soma. Vanaf het vijfde nummer tot aan de opheffing van Soma werkt Remco Heite mee. Ook worden gastredacteurs uitgenodigd. Vanaf nummer zeven schrijft vooral R.A. Cornets de Groot (1929-1991) de kritieken. Deze worden aangekondigd in de nieuwsbrief die bij sommige nummers hoort:
Recensies en kritieken vormen een nieuwe komponent van de Soma-formule, en het is direkt voelbaar hoe groot de leegte was die er, wat dit aspekt van adekwate informatie-middenin-de-chaos aangaat, in de literaire sterrenhemel gaapte.
Soma gebruikt veel illustraties en foto's, voornamelijk in zwart-wit; cartoons staan naast de teksten en lopen soms over naar de volgende bladzijde. De meeste teksten zijn kort, langere teksten worden afgewisseld met kaders om de leeservaring licht te houden. In de eerste nummers is veel aandacht voor buitenlandse schrijvers, waaronder Céline (vertaald interview), Aryiris Chionis en Yannis Ritsos. Nummer dertien is het eerste themanummer, over poëzie; latere thema's zijn Nabokov en nieuw proza. Het laatste nummer van Soma gaat over Witold Gombrowicz.
Af en toe blikt de redactie tevreden terug. Na het eerste jaar heeft men volgens eigen zeggen meer abonnees dan Banket!, het vakblad voor banketbakkers, na het derde jaar zijn het er meer dan De Boerderij. Toch verschijnt in december 1972 het laatste nummer en formeel wordt het blad in 1973 opgeheven. Volgens de redactie is dat uit vrees dat men met de kleine staf de kwaliteit niet zou kunnen handhaven, maar er is zeker druk van de uitgever: Johan Polak vond dat bij tijdschriften na vijf jaar het beste eraf was en gaf de redactie een jaar de tijd voor een opvolger. Die zou in 1973 verschijnen, maar dat werd, in 1974, De Revisor.